# رودخانه انکو
رودخانه انکو (انگلیسی: Enco River; اسپانیایی: Río Enco‎) رودی در کشور شیلی است. این رودخانه از دریاچه پانگویی پولی سرچشمه گرفته و پس از طی مسافت ۱۱٫۵ کیلومتر (۷٫۱ مایل) به دریاچهٔ رینیو می‌ریزد.

## مشخصات
طول این رودخانه ۱۱٫۵ کیلومتر (۷٫۱ مایل) است. سرچشمهٔ این رود در دریاچه پانگویی پولی قرار دارد.

## موقعیت
رودخانه انکو در کشور شیلی قرار داشته و از پانگویی پولی عبور می‌کند.